# ЭмоБой
«ЭмоБой» — фантастическая повесть Антона Сои, опубликованная в 2008 году. Повесть представляет собой попытку разобраться в духовном мире субкультуры эмо.
Планируется издание концептуального альбома-сборника по мотивам книги.

## Сюжет
Главный герой книги — ЭмоБой — 18-летний пловец Егор. Поджидая свою девушку Кити с концерта, он оказывается свидетелем жестокого нападения, устроенного антиэмо. Пытаясь защитить единомышленников своей подруги, Егор ввязывается в драку и погибает. Умерев, он оказывается в Эмомире — мире, созданном подсознанием его подруги. В этом мире Егор становится Эгором и приобретает сверхчеловеческое могущество. По ночам он вселяется в сны своих обидчиков и мстит им посредством кошмаров.

## Эмомир
Эмомир — мир, в котором происходит действие романа. Противопоставляется Реалу (реальному миру). Эмомир состоит из эмотронов. Растения и животные (от змей до кроликов) порождаются эмоциями. Правит ими гигантская чёрная бабочка мёртвая голова — Королева Маргит со свитой из бабочек и с гвардией мертвецов-скинхедов. Её готический замок расположен на кладбище.
В тексте присутствуют две взаимоисключающие версии происхождения эмомира. Согласно первой, эмомир — это мир, созданный подсознанием героини Кити в 13-летнем возрасте. Согласно второй (озвученной персонажем Кот), эмомир существовал всегда параллельно Реалу. Однако фальшь второй версии явствует из того, что даже Кот признает, что смерть Кити как Создателя может привести к неконтролируемым процессам в эмомире.
Население Эмомира делится на гламурных барбикенов и эмо-кидов.
Барбикены (от слов Барби и Кен) — существа, живущие по глянцевым журналам. Они работают в офисах. Главными формами отношений для них являются секс и уважение. После смерти барбикены превращаются в бабочек.

## Аллюзии
- Одним из спутников героя является адский Кот, что напоминает образ Кота Бегемота из произведения Булгакова Мастер и Маргарита
- Памятник в Эмотауне изображает Эмобоя с вырванным сердцем в собственной руке, что напоминает образ Данко из произведения Максима Горького
- Барбикен — имя главного героя романа «С Земли на Луну» Жюля Верна
- Библейский Змей, соблазнивший Еву, отождествляется в книге с гусеницей бабочки из расы Мертвоголовых — сородичем Королевы Маргит
- Эмомир по своему происхождению напоминает буддийскую концепцию Полей Будды
- Королева Бабочек в книге упоминает о том, что она последняя из рода мертвоголовых бабочек, а предпоследний из их рода умер несколько тысячелетий назад не поделив территорию с Создателем. Скорее всего, это аллюзия на притчу о бабочке Чжуан-цзы

## Ограничение по возрасту
Повесть не рекомендована для чтения лицам моложе 18 лет из-за описания сцен группового секса, а также упоминаний о мастурбации и некрофилии.

### Рецензии
- Нева  №10, (2008).
- Литературная газета №37(6189) (2008-09-17).
- LitJournal.ru
- Сивая Кобыла: Я плакалЬ или Как один чувак прикололся (на бестселлер Антона Сои «Эмобой»)
- Виталий Глушко: Эмоции побоку!